# 八木村 (大阪府)
八木村（やぎむら）は、かつて大阪府にあった村。
村名の由来は、『和名抄』などにも見られる郷名「八木」より。また、当村一帯は「久米田」と呼ばれることが多く、こちらの由来には、「八木」から「米」、さらに「粂」に変化したとする説がある。

## 歴史
- 1889年（明治22年）4月1日 南郡中井村、荒木村、下池田村、箕土路村、西大路村、小松里村、額原村、大町村、池尻村が合併して、南郡八木村が発足。大字大町に村役場を設置。
- 1896年（明治29年）4月1日 郡の統廃合により、所属郡が泉南郡となる。
- 1937年（昭和12年）2月21日 泉南郡春木町と合併し、春木町となる。

## 交通

### 鉄道路線
- 阪和電気鉄道
  - 本線（現・西日本旅客鉄道阪和線）
    - 久米田駅

### 道路
- 熊野街道
- 牛滝街道